# 约翰·瑞安
约翰·瑞安（英語：John Ryan，1944年2月23日—），澳大利亚男子游泳运动员。他曾代表澳大利亚参加1964年夏季奥林匹克运动会游泳比赛，获得男子4×100米自由泳接力铜牌和男子100米自由泳第23名。